# 搜尋建議下拉式選單

一種搜尋建議下拉式選單的範例。

搜尋建議下拉式選單是使用電腦在搜尋時的一種功能，當使用者將欲搜尋的字詞輸入到搜尋框內後，在搜尋完成之前，會在搜尋框下方顯示下拉式選單，提出可供使用者點選的建議搜尋字詞，讓使用者可以快速完成搜尋。這種功能是自動完成的一種形式，此列表與搜尋歷史記錄不同，即使使用者第一次搜尋，也會出現此建議選單。這些建議可能根據熱門搜尋、贊助商、使用者的地理位置或其他原因而有不同 。在作業系統、網頁瀏覽器、搜尋引擎和各類網站中，這種功能很常見，在2014年的一項調查中指出，有80%以上的電子商務網站都有這項功能。
雖然Google不是這個功能的創始者，但作為全球市佔率最高的Google搜尋功能，其搜尋建議非常知名。這項功能由Google工程師Kevin Gibbs在2004年開發，由梅麗莎·梅爾定名。包括Google在內，許多提供搜尋引擎功能的大型企業都設有搜尋建議黑名單，以防搜尋建議中出現某些違反其企業社會責任的建議。儘管如此，這些企業仍然會不時收到投訴，要求將一些被認為不恰當的建議內容或因網路機器人而大幅增加搜尋次數的建議內容添加到黑名單之中。電子前哨基金會的吉利安·約克批評了蘋果電腦的黑名單，指出其中有些詞彙僅因為具挑釁性質就入列。
在聯合國婦女署於2013年發布的「自動完成的真相」系列廣告中，顯示出社會對女性的刻板印象被反映在搜尋建議之中。在廣告中，搜尋框內輸入了「women should」（女人應該），下方的建議顯示「女人應該持家」、「女人應該當奴隸」、「女人應該掌廚」等語句，而在一則《壞天文學》的故事中，搜尋建議顯示出對科學家不信任的觀點。搜尋建議也可能會讓某些姓名與罪名並列，進而造成負面影響。